# オペラ座の夜
『オペラ座の夜』（A Night at the Opera）は、イギリスのロックバンド、クイーンの4枚目のアルバムである。

## 解説
クイーンの代表的なアルバムのひとつであり、本国イギリスで初めてチャート1位を記録したアルバム。当時のイギリスのポピュラー・ミュージック史上、最高の制作費がかかったといわれている。
クイーンの代表曲のひとつである「ボヘミアン・ラプソディ」はシングルカットされ、イギリスのチャートで9週間連続1位を記録した。「クイーン II」のジャケットをモチーフにし、映像エフェクトを駆使したプロモーション・ビデオが製作され話題になった。それまでのポピュラー音楽の動画によるプロモーション形態は演奏シーンなどが主であったが、このビデオは世界で初めての「プロモーションを目的としたビデオ」として、一般的に認識されている。
本作と次作のアルバムタイトルは、アメリカのコメディ俳優マルクス兄弟の映画のタイトルから採られたものである。
本作と次作のアルバムジャケットに描かれたロゴマークは、フレディがメンバー4人の誕生星座を忠実にデザインした図柄をアレンジし直したものである。
『ローリング・ストーンの選ぶオールタイム・ベストアルバム500』に於いて、128位にランクイン。
2019年10月より、本作の世界観を舞台化したNODA・MAP 第23回公演『Q : A Night At The Kabuki』が上演された。

## リリース
2002年にはDVD-Audio版がリリースされ、全曲dtsの5.1ch化が行われた。現在発売されているミュージック・ビデオ収録のDVDのdts 5.1ch音声は、このDVD-Audio版の音声の流用である。
2005年には、最新リマスターによる『「オペラ座の夜」30周年アニヴァーサリー・エディション / Queen A Night At The Opera〜30th Anniversay Edition〜』（CD+DVD2枚組）が発売された。
2011年6月22日にはユニバーサルミュージックよりリマスター盤及びボーナスEPが付属するリミテッド・エディションが発売された。

## 収録曲
特記を除き、リード・ボーカルはフレディ・マーキュリーが担当。
| #  | タイトル                                                              | 作詞・作曲             | リード・ボーカル | 時間 |
| -- | --------------------------------------------------------------------- | ---------------------- | ---------------- | ---- |
| 1. | 「デス・オン・トゥー・レッグス」(Death On Two Legs (Dedicated To...)) | フレディ・マーキュリー |                  | 3:43 |
| 2. | 「うつろな日曜日」(Lazing On A Sunday Afternoon)                      | マーキュリー           |                  | 1:08 |
| 3. | 「アイム・イン・ラヴ・ウィズ・マイ・カー」(I'm In Love With My Car)   | ロジャー・テイラー     | テイラー         | 3:05 |
| 4. | 「マイ・ベスト・フレンド」(You're My Best Friend)                     | ジョン・ディーコン     |                  | 2:52 |
| 5. | 「'39」('39)                                                          | ブライアン・メイ       | メイ             | 3:31 |
| 6. | 「スウィート・レディ」(Sweet Lady)                                    | メイ                   |                  | 4:04 |
| 7. | 「シーサイド・ランデヴー」(Seaside Rendezvous)                        | マーキュリー           |                  | 2:20 |

| #         | タイトル                                             | 作詞・作曲   | リード・ボーカル | 時間  |
| --------- | ---------------------------------------------------- | ------------ | ---------------- | ----- |
| 1.        | 「預言者の唄」(The Prophet's Song)                   | メイ         |                  | 8:20  |
| 2.        | 「ラヴ・オブ・マイ・ライフ」(Love Of My Life)        | マーキュリー |                  | 3:39  |
| 3.        | 「グッド・カンパニー」(Good Company)                 | メイ         | メイ             | 3:24  |
| 4.        | 「ボヘミアン・ラプソディ」(Bohemian Rhapsody)        | マーキュリー |                  | 5:54  |
| 5.        | 「ゴッド・セイヴ・ザ・クイーン」(God Save The Queen) | 編曲：メイ   |                  | 1:15  |
| 合計時間: | 合計時間:                                            | 合計時間:    | 合計時間:        | 43:15 |

| #         | タイトル                                      | 作詞  | 作曲・編曲 | 時間 |
| --------- | --------------------------------------------- | ----- | ---------- | ---- |
| 13.       | 「I'm In Love With My Car」(1991 Bonus Remix) |       |            | 3:28 |
| 14.       | 「You're My Best Friend」(1991 bonus remix)   |       |            | 2:54 |
| 合計時間: | 合計時間:                                     | 49:37 |            |      |

| #         | タイトル | 作詞・作曲   | 時間  |
| --------- | --- | ------------ | ----- |
| 1.        | 「炎のロックン・ロール (ロング・ロスト・リテイク 1975/6)」(Keep Yourself Alive (Long-Lost Retake, June 1975))                              | メイ         | 4:05  |
| 2.        | 「ボヘミアン・ラプソディ (オペラティック・セクション・アカペラ・ミックス 2011)」(Bohemian Rhapsody (Operatic Section A cappella Mix 2011)) | マーキュリー | 1:05  |
| 3.        | 「マイ・ベスト・フレンド (バッキング・トラック・ミックス 2011)」(You're My Best Friend (Backing Track Mix 2011))                           | ディーコン   | 2:58  |
| 4.        | 「アイム・イン・ラヴ・ウィズ・マイ・カー (ギター&ヴォーカル・ミックス 2011)」(I'm In Love With My Car (Guitar & Vocal Mix 2011))           | テイラー     | 3:20  |
| 5.        | 「'39 (ライヴ・アット・アールズ・コート 1977/6)」('39 (Live At Earl's Court, June 1977))                                                   | メイ         | 3:48  |
| 6.        | 「ラヴ・オブ・マイ・ライフ (サウス・アメリカン・ライヴ・シングル 1979/6)」(Love Of My Life (South American Live Single, June 1979))        | マーキュリー | 3:43  |
| 合計時間: | 合計時間: | 合計時間:    | 18:59 |

| #  | タイトル                                          | 作詞 | 作曲・編曲 |
| -- | ------------------------------------------------- | ---- | ---------- |
| 7. | 「Bohemian Rhapsody」(No Flames Original Version) |      |            |
| 8. | 「Seaside Rendezvous」(30th Anniversary 2005)     |      |            |
| 9. | 「Love Of My Life」(Live At Milton Keynes '82)    |      |            |

## 曲解説

### うつろな日曜日 (Lazing On A Sunday Afternoon)
フレディ作曲。彼はピアノとヴォーカルを担当している。リードヴォーカルはスタジオで歌われ、スタジオに置かれたバケツの中のヘッドフォンで再生されている。マイクはバケツからのサウンドを拾っており、うつろな「メガフォン」サウンドとなっている。ギターソロもヴォーカルトラックとレコーディングされ、「クラシック・アルバム」でのロイ・トーマス・ベイカーによる説明のとおり、レコーディングされたこれ以上のトラックはない。

### マイ・ベスト・フレンド (You're My Best Friend)
ジョン作曲。彼の初シングルカット曲、初ヒット曲となった。ジョンがエレクトリックピアノで作曲したが、フレディがエレクトリックピアノの演奏を拒否したためにジョン自らが演奏、ライヴではフレディがグランドピアノで演奏した。

### '39
ブライアン作曲。ジョンはエレクトリックベースではなくコントラバスを演奏している。

### スウィート・レディ (Sweet Lady)
ブライアン作曲。曲は3/4メーターと珍しいロックスタイルである（ブリッジでは4/4となる）。ロジャーは、彼が今までレコーディングした中で最もドラムが難しい曲として振り返っている。ギターラインは『ウィ・ウィル・ロック・ユー』のファーストバージョンへと発展した。

### シーサイド・ランデヴー (Seaside Rendezvous)
フレディ作曲。間奏部ではフレディとロジャーが、カズーの要領で口元に薄紙を当てて声を発し管楽器の音を模している。アンサンブルはフレディが主にクラリネットなどの木管楽器、ロジャーが金管楽器という配分になっている。特にメイン・ソロを取っているトランペット・パートはロジャーらしいハイトーンを披露している。また、タップダンス音はフレディとロジャーがミキシング卓をティンブル（指貫）で叩いたものを録音。

### グッド・カンパニー (Good Company)
ブライアン作曲。ボーカルも含めドラム以外の全てのパートをメイが演奏している。ディキシーランド・ジャズ風の金管、木管楽器、トゥーナフォン(手回し式自動演奏オルガン)、アコーディオンなどに聴こえる音はすべてブライアンのギターによるシミュレーションである。アルバムのクレジットでは「Guitar Jazz Band - Brian May」となっている。
また「Genuine Aloha Ukelele(Made in Japan) - Brian May」と同クレジットにあるようにウクレレは日本製を使用している。

### ゴッド・セイヴ・ザ・クイーン (God Save The Queen)
イギリス国歌で、ブライアンのアレンジによるギター・オーケストレーションをフィーチャーしたインストゥルメンタル・ナンバー。前曲のアウトロの余韻が僅かながら残っている。アルバム収録に先駆けて1974年秋頃から、クイーンのコンサートを締めくくる形で会場にテープで流されるのが通例となっている（例外もあり）。

## 担当
クイーン
- フレディ・マーキュリー – リード・ボーカル、バッキング・ボーカル、ピアノ
- ブライアン・メイ – ギター、バッキング・ボーカル、リード・ボーカル (#5, #10)、琴 (#8)、ハープ (#9)、ウクレレ（#10）
- ロジャー・テイラー – ドラムス、バッキング・ボーカル、パーカッション、リード・ボーカル(#3)、ギター(#3)
- ジョン・ディーコン – ベースギター、ダブルベース (#1, #5)、エレクトリックピアノ (#4)

補助メンバー
- マイク・ストーン – レコーディング・エンジニア
- ゲイリー・ライオンズ – 補助エンジニア
- ジョン・ハリス – 音響機器、スーパーバイザー
- デヴィッド・コスタ – アートディレクター
- リック・カーティン、ブライアン・パルマー - スペシャル・サンクス
- ジョン・リード – マネージメント

## 影響
| 専門評論家によるレビュー      | 専門評論家によるレビュー |
| レビュー・スコア              | レビュー・スコア         |
| 出典                          | 評価                     |
| ----------------------------- | ------------------------ |
| Allmusic                      | [ 6 ]                    |
| Robert Christgau              | B–                       |
| Pitchfork                     | 8.9/10                   |
| Q (1993)                      | [ 9 ]                    |
| Q (2006)                      | [ 10 ]                   |
| The Rolling Stone Album Guide | [ 11 ]                   |
| Uncut                         | [ 12 ]                   |

当時、今までレコーディングした中で最も高価なアルバムにもかかわらず、イギリスでは1位を獲得、通算4週でチャートのトップを飾った。アメリカでは、4位を獲得した。1977年、『ボヘミアン・ラプソディ』は、グラミー賞（コーラスのベスト・ポップ・ヴォーカル・パフォーマンス、声のベスト・アレンジ）の2冠を受賞した。後にブライアンは『オペラ座の夜』の成功がなかったら、クイーンは解散していただろうと断言している。

### 受賞
| 発表                                     | 国             | 受賞                                          | 年   | 順位 |
| ---------------------------------------- | -------------- | --------------------------------------------- | ---- | ---- |
| 1001 Albums You Must Hear Before You Die | イギリス       | 死ぬまでに聴くべき1001のアルバム              | 2005 | *    |
| ABC                                      | オーストラリア | 投票: トップ100アルバム                       | 2007 | 28   |
| BBC                                      | イギリス       | 投票: トップ100アルバム                       | 2006 | 9    |
| チャンネル4                              | イギリス       | 投票: グレイテスト100アルバム                 | 2005 | 13   |
| クラシック・ロック                       | イギリス       | 史上最高のロック・アルバム100                 | 2001 | 25   |
| クラシック・ロック                       | イギリス       | イギリス史上最高のロック・アルバム100         | 2006 | 17   |
| クラシック・ロック                       | イギリス       | 70年代最高のアルバム200 (1975年は20)          | 2006 | *    |
| ケラング!                                | イギリス       | 投票: イギリス史上ベスト・ロック・アルバム100 | 2005 | 19   |
| NME                                      | イギリス       | 投票: 史上最高のアルバム100                   | 2006 | 19   |
| Q                                        | イギリス       | イギリス史上ベスト・アルバム50                | 2004 | 17   |
| ローリング・ストーン                     | メキシコ       | 投票: 史上最高のアルバム100                   | 2004 | 11   |
| ローリング・ストーン                     | アメリカ       | 投票: 読者のトップ100アルバム                 | 2002 | 82   |
| ローリング・ストーン                     | アメリカ       | 史上最高のアルバム500                         | 2003 | 230  |
| ヴァージン                               | イギリス       | 投票: 史上トップ1000アルバム                  | 1998 | 87   |

(*) 順位のないリストに記載

## チャート
| チャート (1975年–76年) | ピーク |
| ---------------------- | ------ |
| オーストラリア         | 1      |
| オーストリア           | 9      |
| カナダ                 | 2      |
| オランダ               | 1      |
| フランス               | 16     |
| ドイツ                 | 5      |
| 日本                   | 9      |
| ニュージーランド       | 1      |
| ノルウェー             | 4      |
| スウェーデン           | 10     |
| イギリス               | 1      |
| アメリカ               | 4      |

| チャート (2005年)   | 順位 |
| ------------------- | ---- |
| フランス            | 11   |
| 日本                | 67   |
| ポルトガル          | 23   |
| スペイン            | 77   |
| チャート (2011年)   | 順位 |
| ベルギー (Flanders) | 96   |
| ベルギー (Wallonia) | 88   |
| 日本                | 73   |
| イギリス            | 96   |

| チャート (1976年) | 順位 |
| ----------------- | ---- |
| オーストラリア    | 4    |
| カナダ            | 15   |
| フランス          | 88   |
| 日本              | 22   |
| イギリス          | 12   |
| アメリカ          | 8    |

| 先代 40 グレイテスト・ヒッツ by ペリー・コモ 40 グレイテスト・ヒッツ by ペリー・コモ | 全英アルバムチャート No.1 1975年12月22日 – 1976年1月10日 1976年1月17日–31日 | 次代 40 グレイテスト・ヒッツ by ペリー・コモ ザ・ベスト・オブ・ロイ・オービソン by ロイ・オービソン |
| 先代 ア・ソング・フォー・ユー by ジョージ・ベイカー                                  | オランダメガチャート No.1 1976年1月10日 – 2月28日                           | 次代 欲望 by ボブ・ディラン                                                                         |

## 売り上げ
| 国/地域                                             | 認定        | 認定/売上数 |
| --------------------------------------------------- | ----------- | ----------- |
| アルゼンチン (CAPIF)                                | Platinum    | 60,000^     |
| アルゼンチン (CAPIF) Hollywood Records release      | Platinum    | 60,000^     |
| オーストリア (IFPI Austria)                         | Gold        | 25,000*     |
| カナダ (Music Canada)                               | Platinum    | 100,000^    |
| フィンランド (Musiikkituottajat)                    | Gold        | 20,000      |
| ドイツ (BVMI)                                       | Platinum    | 500,000^    |
| 日本 (オリコン)                                     |             | 150,000     |
| ポーランド (ZPAV)                                   | 2× Platinum | 40,000*     |
| イギリス (BPI)                                      | Platinum    | 300,000^    |
| アメリカ合衆国 (RIAA)                               | 3× Platinum | 3,000,000^  |
| * 認定のみに基づく売上数 ^ 認定のみに基づく出荷枚数 |             |             |